# دانيال هويل
دانيال هويل (بالإنجليزية: Daniel Howell)‏ هو يوتيوبي بريطاني، ولد في 11 يونيو 1991 في باركشير في المملكة المتحدة.

## وصلات خارجية
- دانيال هويل على موقع IMDb (الإنجليزية)
- دانيال هويل على موقع ميوزك برينز (الإنجليزية)
- دانيال هويل على موقع قاعدة بيانات الفيلم (الإنجليزية)